# American Music Award for Favorite Country Album
Der American Music Award for Favorite Country Album wird jährlich seit 1974 im Rahmen der American Music Awards für das beste Country-Album des vergangenen Jahres vergeben. Die meisten Awards erhielt Carrie Underwood mit sechs Preisen. Garth Brooks hatte mit zehn die meisten Nominierungen.

## Sieger und Nominierte

### 1970er
| Jahr | Künstler           | Album                             | Ref |
| ---- | ------------------ | --------------------------------- | --- |
| 1974 | Charley Pride      | A Sunshiny Day with Charley Pride |     |
| 1974 | Charlie Rich       | Behind Closed Doors               |     |
| 1974 | Tammy Wynette      | First Songs of the First Lady     |     |
| 1975 | Olivia Newton-John | Let Me Be There                   |     |
| 1975 | Charlie Rich       | A Very Special Love Song          |     |
| 1975 | Charlie Rich       | Behind Closed Doors               |     |
| 1976 | John Denver        | Back Home Again                   |     |
| 1976 | Freddy Fender      | Before the Next Teardrop Falls    |     |
| 1976 | Olivia Newton-John | Have You Never Been Mellow        |     |
| 1977 | Glen Campbell      | Rhinestone Cowboy                 |     |
| 1977 | Ronnie Milsap      | 20/20 Vision                      |     |
| 1977 | Willie Nelson      | Red Headed Stranger               |     |
| 1978 | Dolly Parton       | New Harvest – First Gathering     |     |
| 1978 | Waylon Jennings    | Are You Ready for the Country     |     |
| 1978 | Waylon Jennings    | Ol' Waylon                        |     |
| 1979 | Kenny Rogers       | Ten Years of Gold                 |     |
| 1979 | Dolly Parton       | Here You Come Again               |     |
| 1979 | Linda Ronstadt     | Simple Dreams                     |     |

### 1980er
| Jahr | Künstler                        | Album                                | Ref |
| ---- | ------------------------------- | ------------------------------------ | --- |
| 1980 | Kenny Rogers                    | The Gambler                          |     |
| 1980 | Crystal Gayle                   | Miss the Mississippi                 |     |
| 1980 | Waylon Jennings                 | Greatest Hits                        |     |
| 1981 | Kenny Rogers                    | The Gambler                          |     |
| 1981 | Waylon Jennings                 | Music Man                            |     |
| 1981 | Kenny Rogers                    | Ten Years of Gold                    |     |
| 1982 | Kenny Rogers                    | Greatest Hits                        |     |
| 1982 | Alabama                         | Feels So Right                       |     |
| 1982 | Waylon Jennings                 | Greatest Hits                        |     |
| 1982 | Anne Murray                     | Anne Murray's Greatest Hits          |     |
| 1983 | Willie Nelson                   | Always on My Mind                    |     |
| 1983 | Alabama                         | Mountain Music                       |     |
| 1983 | The Oak Ridge Boys              | Fancy Free                           |     |
| 1984 | Alabama                         | The Closer You Get...                |     |
| 1984 | Lee Greenwood                   | Somebody's Gonna Love You            |     |
| 1984 | Merle Haggard and Willie Nelson | Pancho & Lefty                       |     |
| 1984 | Ricky Skaggs                    | Highways & Heartaches                |     |
| 1985 | Kenny Rogers                    | Eyes That See in the Dark            |     |
| 1985 | Alabama                         | Roll On                              |     |
| 1985 | Ricky Skaggs                    | Don't Cheat in Our Hometown          |     |
| 1986 | Alabama                         | 40-Hour Week                         |     |
| 1986 | Willie Nelson                   | City of New Orleans                  |     |
| 1986 | Ricky Skaggs                    | Country Boy                          |     |
| 1987 | Alabama                         | Greatest Hits                        |     |
| 1987 | The Judds                       | Rockin' with the Rhythm              |     |
| 1987 | Reba McEntire                   | Whoever's in New England             |     |
| 1987 | George Strait                   | Something Special                    |     |
| 1988 | Randy Travis                    | Always & Forever                     |     |
| 1988 | The Judds                       | Heartland                            |     |
| 1988 | George Strait                   | Ocean Front Property                 |     |
| 1988 | Whitesnake                      | Whitesnake                           |     |
| 1989 | Randy Travis                    | Always & Forever                     |     |
| 1989 | George Strait                   | If You Ain’t Lovin’ You Ain't Livin’ |     |
| 1989 | Ricky Van Shelton               | Wild-Eyed Dream                      |     |

### 1990er
| Jahr | Künstler          | Album                                        | Ref   |
| ---- | ----------------- | -------------------------------------------- | ----- |
| 1990 | Randy Travis      | Old 8×10                                     |       |
| 1990 | George Strait     | Beyond the Blue Neon                         |       |
| 1990 | Hank Williams Jr. | Greatest Hits, Vol. 3                        |       |
| 1991 | Reba McEntire     | Reba Live                                    | [ 1 ] |
| 1991 | Clint Black       | Killin' Time                                 | [ 1 ] |
| 1991 | George Strait     | Livin' It Up                                 | [ 1 ] |
| 1992 | Garth Brooks      | No Fences                                    |       |
| 1992 | Clint Black       | Put Yourself in My Shoes                     |       |
| 1992 | Garth Brooks      | Ropin' the Wind                              |       |
| 1992 | Alan Jackson      | Don’t Rock the Jukebox                       |       |
| 1992 | Travis Tritt      | It’s All About to Change                     |       |
| 1993 | Reba McEntire     | For My Broken Heart                          | [ 2 ] |
| 1993 | Garth Brooks      | The Chase                                    | [ 2 ] |
| 1993 | Billy Ray Cyrus   | Some Gave All                                | [ 2 ] |
| 1994 | Alan Jackson      | A Lot About Livin' (And a Little 'bout Love) |       |
| 1994 | Brooks & Dunn     | Hard Workin' Man                             |       |
| 1994 | Garth Brooks      | In Pieces                                    |       |
| 1994 | Reba McEntire     | It’s Your Call                               |       |
| 1995 | Reba McEntire     | Read My Mind                                 | [ 3 ] |
| 1995 | Alan Jackson      | Who I Am                                     | [ 3 ] |
| 1995 | Various Artists   | Common Thread: The Songs of the Eagles       | [ 3 ] |
| 1996 | Garth Brooks      | The Hits                                     | [ 4 ] |
| 1996 | Brooks & Dunn     | Waitin' on Sundown                           | [ 4 ] |
| 1996 | Shania Twain      | The Woman in Me                              | [ 4 ] |
| 1997 | George Strait     | Blue Clear Sky                               | [ 5 ] |
| 1997 | Garth Brooks      | Fresh Horses                                 | [ 5 ] |
| 1997 | Shania Twain      | The Woman in Me                              | [ 5 ] |
| 1998 | George Strait     | Carrying Your Love with Me                   | [ 6 ] |
| 1998 | Tim McGraw        | Everywhere                                   | [ 6 ] |
| 1998 | LeAnn Rimes       | Unchained Melody: The Early Years            | [ 6 ] |
| 1998 | Trisha Yearwood   | (Songbook) A Collection of Hits              | [ 6 ] |
| 1999 | Garth Brooks      | Sevens                                       |       |
| 1999 | George Strait     | One Step at a Time                           |       |
| 1999 | Shania Twain      | Come On Over                                 |       |

### 2000er
| Jahr | Künstler         | Album                                | Ref    |
| ---- | ---------------- | ------------------------------------ | ------ |
| 2000 | Garth Brooks     | Double Live                          | [ 7 ]  |
| 2000 | Dixie Chicks     | Fly                                  | [ 7 ]  |
| 2000 | George Strait    | Always Never the Same                | [ 7 ]  |
| 2001 | Faith Hill       | Breathe                              |        |
| 2001 | Alan Jackson     | Under the Influence                  |        |
| 2001 | Toby Keith       | How Do You Like Me Now?!             |        |
| 2002 | Tim McGraw       | Set This Circus Down                 |        |
| 2002 | Brooks & Dunn    | Steers & Stripes                     |        |
| 2002 | Lonestar         | I’m Already There                    |        |
| 2003 | Dixie Chicks     | Home                                 | [ 8 ]  |
| 2003 | Kenny Chesney    | No Shoes, No Shirt, No Problems      | [ 8 ]  |
| 2003 | Alan Jackson     | Drive                                | [ 8 ]  |
| 2003 | Toby Keith       | Unleashed                            | [ 8 ]  |
| 2003 | Toby Keith       | Unleashed                            | [ 9 ]  |
| 2003 | Tim McGraw       | Tim McGraw and the Dancehall Doctors | [ 9 ]  |
| 2003 | Rascal Flatts    | Melt                                 | [ 9 ]  |
| 2003 | Shania Twain     | Up!                                  | [ 9 ]  |
| 2004 | Toby Keith       | Shock’n Y’all                        | [ 10 ] |
| 2004 | Kenny Chesney    | When the Sun Goes Down               | [ 10 ] |
| 2004 | Martina McBride  | Martina                              | [ 10 ] |
| 2005 | Tim McGraw       | Live Like You Were Dying             | [ 11 ] |
| 2005 | Toby Keith       | Honkytonk University                 | [ 11 ] |
| 2005 | Gretchen Wilson  | Here for the Party                   | [ 11 ] |
| 2006 | Tim McGraw       | Reflected: Greatest Hits Vol. 2      | [ 12 ] |
| 2006 | Johnny Cash      | The Legend of Johnny Cash            | [ 12 ] |
| 2006 | Rascal Flatts    | Me and My Gang                       | [ 12 ] |
| 2007 | Carrie Underwood | Some Hearts                          | [ 13 ] |
| 2007 | Rascal Flatts    | Me and My Gang                       | [ 13 ] |
| 2007 | Tim McGraw       | Let It Go                            | [ 13 ] |
| 2008 | Carrie Underwood | Carnival Ride                        | [ 14 ] |
| 2008 | Garth Brooks     | The Ultimate Hits                    | [ 14 ] |
| 2008 | Rascal Flatts    | Still Feels Good                     | [ 14 ] |
| 2009 | Taylor Swift     | Fearless                             | [ 15 ] |
| 2009 | Rascal Flatts    | Unstoppable                          | [ 15 ] |
| 2009 | Zac Brown Band   | The Foundation                       | [ 15 ] |

### 2010er
| Jahr | Künstler             | Album                                                | Ref    |
| ---- | -------------------- | ---------------------------------------------------- | ------ |
| 2010 | Carrie Underwood     | Play On                                              | [ 16 ] |
| 2010 | Jason Aldean         | Wide Open                                            | [ 16 ] |
| 2010 | Lady Antebellum      | Need You Now                                         | [ 16 ] |
| 2011 | Taylor Swift         | Speak Now                                            | [ 17 ] |
| 2011 | Jason Aldean         | My Kinda Party                                       | [ 17 ] |
| 2011 | The Band Perry       | The Band Perry                                       | [ 17 ] |
| 2012 | Carrie Underwood     | Blown Away                                           | [ 18 ] |
| 2012 | Luke Bryan           | Tailgates & Tanlines                                 | [ 18 ] |
| 2012 | Lionel Richie        | Tuskegee                                             | [ 18 ] |
| 2012 | One Direction        | Up All Night                                         | [ 18 ] |
| 2013 | Taylor Swift         | Red                                                  | [ 19 ] |
| 2013 | Florida Georgia Line | Here’s to the Good Times                             | [ 19 ] |
| 2013 | Justin Timberlake    | The 20/20 Experience                                 | [ 19 ] |
| 2014 | Brantley Gilbert     | Just as I Am                                         | [ 20 ] |
| 2014 | Garth Brooks         | Blame It All on My Roots: Five Decades of Influences | [ 20 ] |
| 2014 | Eric Church          | The Outsiders                                        | [ 20 ] |
| 2015 | Florida Georgia Line | Anything Goes                                        | [ 21 ] |
| 2015 | Jason Aldean         | Old Boots, New Dirt                                  | [ 21 ] |
| 2015 | Sam Hunt             | Montevallo                                           | [ 21 ] |
| 2016 | Carrie Underwood     | Storyteller                                          | [ 22 ] |
| 2016 | Luke Bryan           | Kill the Lights                                      | [ 22 ] |
| 2016 | Chris Stapleton      | Traveller                                            | [ 22 ] |
| 2017 | Keith Urban          | Ripcord                                              | [ 23 ] |
| 2017 | Jason Aldean         | They Don’t Know                                      | [ 23 ] |
| 2017 | Chris Stapleton      | From A Room: Volume 1                                | [ 23 ] |
| 2018 | Kane Brown           | Kane Brown                                           | [ 24 ] |
| 2018 | Luke Combs           | This One’s for You                                   | [ 24 ] |
| 2018 | Thomas Rhett         | Life Changes                                         | [ 24 ] |
| 2019 | Carrie Underwood     | Cry Pretty                                           | [ 25 ] |
| 2019 | Dan + Shay           | Dan + Shay                                           | [ 25 ] |
| 2019 | Kane Brown           | Experiment                                           | [ 25 ] |

### 2020er
| Jahr | Künstler         | Album                        | Ref    |
| ---- | ---------------- | ---------------------------- | ------ |
| 2020 | Blake Shelton    | Fully Loaded: God’s Country  | [ 26 ] |
| 2020 | Luke Combs       | What You See Is What You Get | [ 26 ] |
| 2020 | Morgan Wallen    | If I Know Me                 | [ 26 ] |
| 2021 | Gabby Barrett    | Goldmine                     | [ 27 ] |
| 2021 | Lee Brice        | Hey World                    | [ 27 ] |
| 2021 | Luke Bryan       | Born Here Live Here Die Here | [ 27 ] |
| 2021 | Chris Stapleton  | Starting Over                | [ 27 ] |
| 2021 | Morgan Wallen    | Dangerous: The Double Album  | [ 27 ] |
| 2022 | Taylor Swift     | Red (Taylor’s Version)       | [ 28 ] |
| 2022 | Luke Combs       | Growin' Up                   | [ 28 ] |
| 2022 | Walker Hayes     | Country Stuff: The Album     | [ 28 ] |
| 2022 | Cody Johnson     | Human: The Double Album      | [ 28 ] |
| 2022 | Carrie Underwood | Denim & Rhinestones          | [ 28 ] |

## Statistiken

### Mehrfachgewinner
6 Awards
- Carrie Underwood

5 Awards
- Taylor Swift

4 Awards
- Garth Brooks
- Taylor Swift

3 Awards
- Alabama
- Reba McEntire
- Tim McGraw
- Randy Travis

2 Awards
- Toby Keith
- George Strait

### Multiple Nominierungen
10 Nominierungen
- Garth Brooks

9 Nominierungen
- George Strait

7 Nominierungen
- Carrie Underwood

6 Nominierungen
- Alabama
- Tim McGraw
- Kenny Rogers

5 Nominierungen
- Alan Jackson
- Waylon Jennings
- Toby Keith
- Reba McEntire
- Rascal Flatts

4 Nominierungen
- Jason Aldean
- Willie Nelson
- Shania Twain

3 Nominierungen
- Brooks & Dunn
- Luke Bryan
- Charlie Rich
- Ricky Skaggs
- Taylor Swift
- Randy Travis

2 Nominierungen
- Clint Black
- Kenny Chesney
- Dixie Chicks
- Florida Georgia Line
- The Judds
- Olivia Newton-John
- Dolly Parton
- Chris Stapleton